# Río Mayo (Colombie)
Pour les articles homonymes, voir Río Mayo.
 (avril 2014).
Si vous disposez d'ouvrages ou d'articles de référence ou si vous connaissez des sites web de qualité traitant du thème abordé ici, merci de compléter l'article en donnant les références utiles à sa vérifiabilité et en les liant à la section « Notes et références ».
 (avril 2014).
Le río Mayo est une rivière de Colombie et un affluent du río Patía.

## Géographie
Le río Mayo prend sa source dans la cordillère Centrale, au niveau de la municipalité de La Cruz, dans le département de Nariño. Il coule ensuite vers l'ouest avant de rejoindre le río Patía au niveau de la municipalité de Policarpa.
Sur une bonne partie de sa longueur, il sert de frontière naturelle entre les départements de Cauca au nord et Nariño au sud.